# Predeal-Sărari
Predeal-Sărari község Prahova megyében, Munténiában, Romániában.  A hozzá tartozó települések: Bobicești, Poienile, Predeal, Sărari, Sărățel, Tulburea, Tulburea-Văleni, Vitioara de Sus és Zâmbroaia. A községközpont Predeal.

## Fekvése
A megye középső részén található, a megyeszékhelytől, Ploieşti-től, harminchét kilométerre északra, a Szubkárpátok dombságain.

## Történelem
A 19. század végén a község Prahova megye Teleajen járásához tartozott és Predeal, Tulburea, Zimbroaia valamint Sărari falvakból állt. Összlakossága ekkor 1308 fő volt A községi iskolát 1885-ben alapították. Predeal-on volt a község egyetlen temploma.
Ezen időszakban a szomszédos Poienile település is községi ranggal bírt, Opăriți néven, mely három faluból tevődött össze: Opăriți (a mai Poienile), Vitioara (a mai Vitioara de Sus) és Poiana Copaciului (a mai Poiana Copăceni). Lakosságuk 1340 fő volt. A községnek volt egy iskolája valamint két temploma, egy Opăriți faluban, melyet 1852-ben Moise Mârzescu, Dincă Gogulescu és George Mateescu alapítottak és egy Vitioara-n, melyet 1841-ben szenteltek fel.
1950-ben közigazgatási átszervezés alapján, a Prahova-i régió Teleajen rajonjához került mindkét község, majd 1952-ben a Ploiești régióhoz csatolták őket.
1968-ban ismét megyerendszert vezettek be az országban, Opăriți községet megszüntették, és falvait Predeal-Sărari-hoz csatolták, kivéve Poiana Copăceni-t, mely Gura Vitioarei-hoz került.

## Lakossága
A nemzetiségi megoszlás a következő:
| 2002     | 2002 | 2002   |
| -------- | ---- | ------ |
| Románok  | 2687 | 99,96% |
| Magyarok | 1    | 0,03%  |
| Összesen | 2688 | 100,0% |